# Złoć mała
Złoć mała (Gagea minima (L.) Ker Gawl.) – gatunek rośliny z rodziny liliowatych (Liliaceae).

## Rozmieszczenie geograficzne
Zwarty zasięg występowania obejmuje Azję Zachodnią (Kaukaz i Syberia Zachodnia) i środkową, północną i południowo-wschodnią Europę. Występuje również na rozproszonych stanowiskach wokół tych obszarów zwartego zasięgu. W Polsce występuje na całym obszarze, ale nierównomiernie. Największe zagęszczenie stanowisk znajduje się na Mazowszu, Pomorzu Zachodnim, Podlasiu, Dolnym Śląsku i na Lubelszczyźnie. W Karpatach jest rzadka, i najczęściej występuje w Tatrach. Ponadto występuje na pojedynczych stanowiskach na Pogórzu Wielickim, Ciężkowickim, Dynowskim, Przemyskim, koło Sanoka i w Kotlinie Żywieckiej.

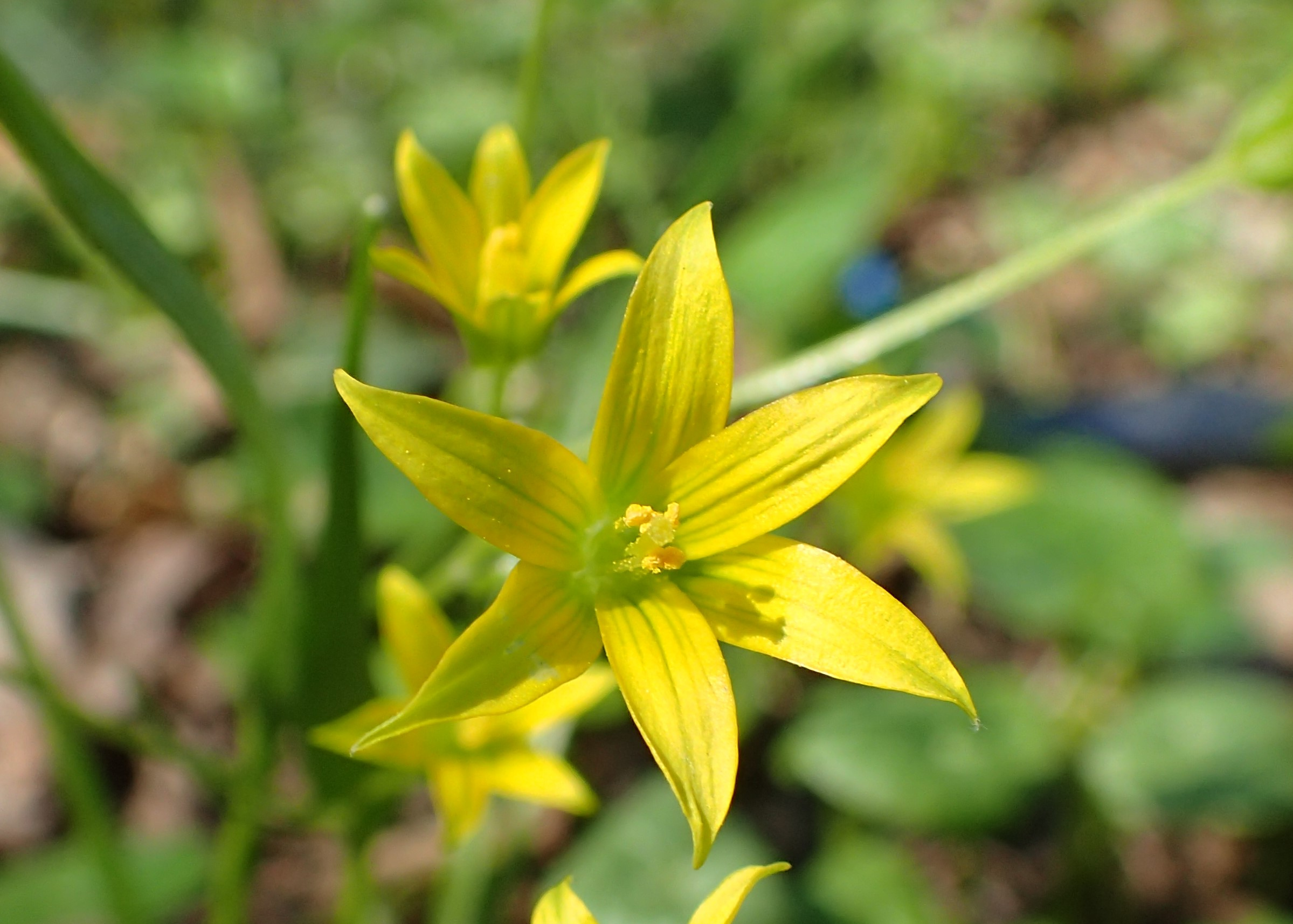
Kwiat

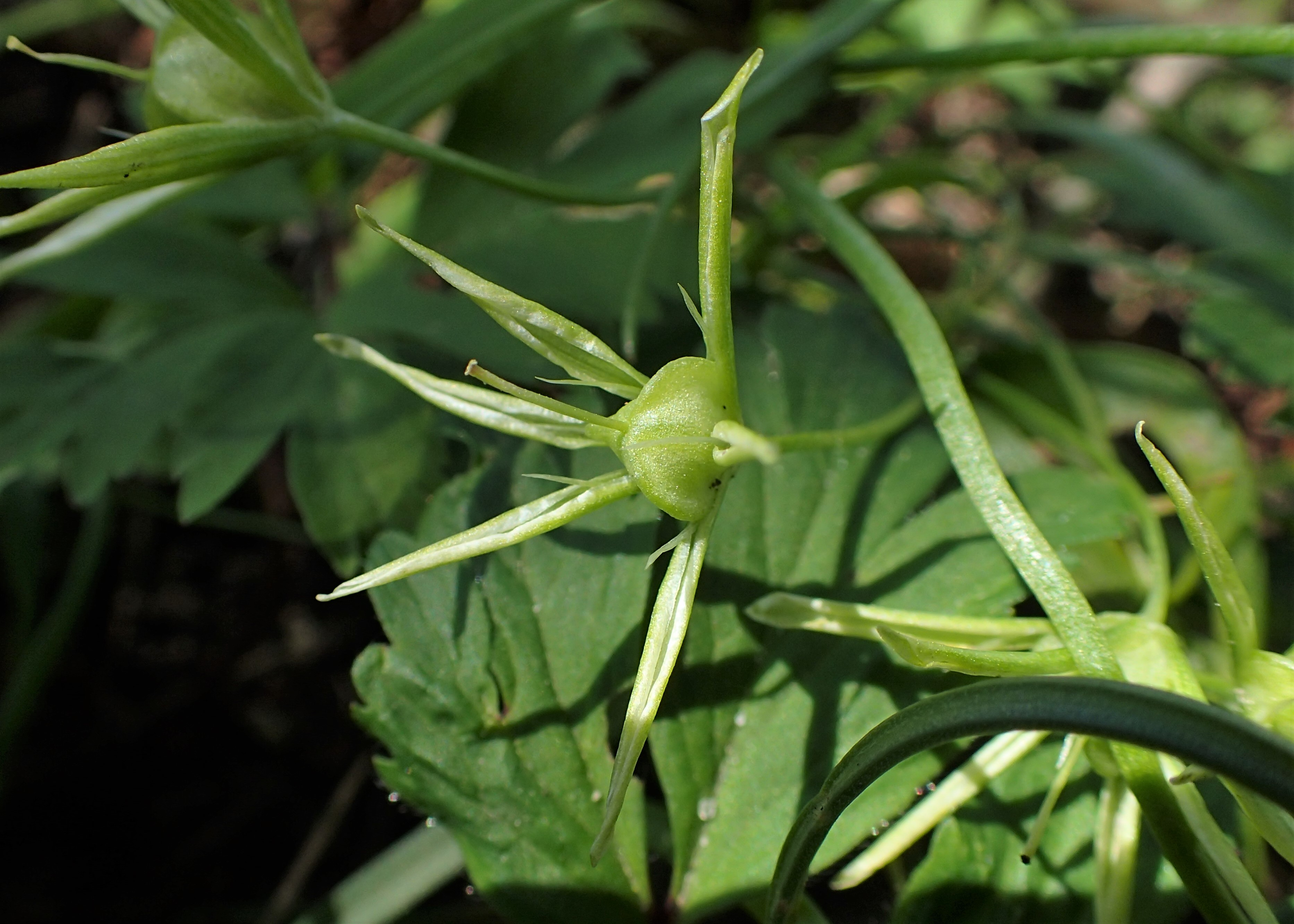
Owoc

## Morfologia
PokrójNiska roślina (wysokość 7–15 cm) posiadająca dwie cebulki (główną i boczną) i pęd nadziemny z pojedynczą łodygą.
LiścieJeden lub dwa wyrastające z cebulek, bardzo wąskie (0,5–3 mm szerokości) liście odziomkowe oraz dwa liście łodygowe; dolny ma szerokość do 8 mm, nagie brzegi i często jest wygięty.
KwiatyŻółte, w liczbie 1–7 na szczycie łodygi, na nagich szypułkach 2–3 razy dłuższych od długości kwiatów. Mają stopniowo zaostrzone i lekko odgięte listki okwiatu. Długość działek wynosi 10–15 mm.
OwocTorebka.

## Biologia i ekologia
Bylina, geofit cebulkowy. Często tworzy gęste skupienia, z okazami kwitnącymi w centrum i otaczającymi je młodszymi okazami z samymi liśćmi. Kwitnie w marcu i kwietniu.
Rośnie w widnych lasach, na zboczach, zrębach, w zaroślach, także na łąkach. Gatunek charakterystyczny dla rzędu (O). Fagetalia.
Liczba chromosomów 2n = 24.

## Ochrona
Roślina umieszczona na Czerwonej liście roślin i grzybów Polski (2006) w grupie gatunków narażonych na wyginięcie (kategoria zagrożenia: V).